# Bahnhof Gensingen-Horrweiler
Der Bahnhof Gensingen-Horrweiler ist ein Haltepunkt und Trennungsbahnhof der Bahnstrecken Gau Algesheim–Bad Kreuznach und Worms–Bingen Stadt („Rheinhessenbahn“).

## Geografische Lage
Der Haltepunkt liegt in der Gemeinde Gensingen im südlichen Landkreis Mainz-Bingen, am äußersten Ortsrand etwa einen Kilometer östlich des Zentrums. Die zweite, ebenfalls namensgebende Gemeinde Horrweiler liegt etwa zweieinhalb Kilometer östlich. Die Bahnanlagen verlaufen annähernd in Nord-Süd-Richtung. Beide Strecken kommen aus Richtung Norden und verzweigen sich, etwa 800 m vor dem Bahnhof in der Abzweigstelle Gensingen-Horrweiler. Diese gilt als eigene Betriebsstelle. Die eine Strecke führt eingleisig weiter in Richtung Südosten und Alzey, die andere zweigleisig Richtung Südwesten nach Bad Kreuznach.

## Haltepunkt
Betrieblich ist die Anlage nur ein Haltepunkt, wenn auch mit drei Gleisen. Diese nutzen im Haltepunkt einen Hausbahnsteig (Strecke Gau Algesheim–Bad Kreuznach, Fahrtrichtung Bad Kreuznach) und einen Mittelbahnsteig mit zwei Bahnsteigkanten. Die westliche Bahnsteigkante nutzt die Strecke Gau Algesheim–Bad Kreuznach, Fahrtrichtung Gau Algesheim, die östliche die eingleisige Strecke Worms–Bingen Stadt.

## Geschichte

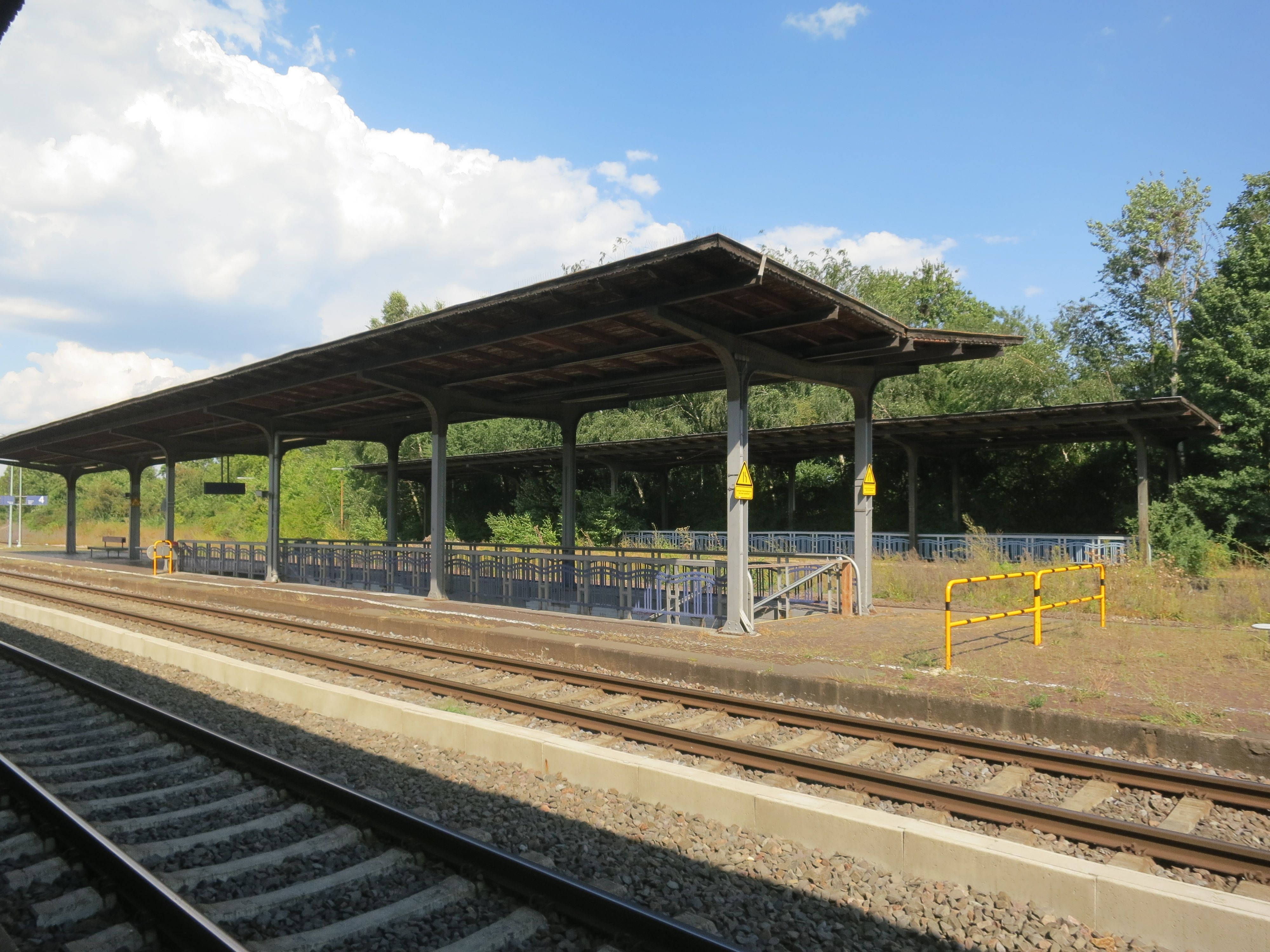
Historisches Bahnsteigdach vor Bahnsteigumbau (2026)

Die Anlage entstand als Bahnhof 1871 im Zuge des Baus der Strecke Worms–Bingen Stadt durch die Hessische Ludwigsbahn. Die als strategische Bahn gebaute Verbindungsstrecke von Gau-Algesheim nach Bad Kreuznach wurde am 15. Mai 1902 in Betrieb genommen. Dabei wurde zwischen Büdesheim-Dromersheim und Gensingen-Horrweiler ein kurzer Abschnitt der Rheinhessenbahn zweigleisig ausgebaut und mitgenutzt. Die Anlage wurde bis 1911 noch weiter ausgebaut. Der Bahnhof hatte danach drei Bahnsteige mit fünf Gleisen. Der östlichste Inselbahnsteig (ehemalige Gleise 5 und 6) ist heute mit Büschen und Sträuchern überwachsen und nicht mehr zugänglich. Die Gleise sind dort abgebaut, der Bahnsteig ist teilweise erhalten.
Die Modernisierung der Anlagen des Bahnhofs war seit Anfang der 1990er Jahre im Gespräch. Nach langen Verhandlungen begann im Zuge der Mittelfristplanung der DB Station&Service AG die Modernisierung. Hierzu wurden im Dezember 2014 provisorische Bahnsteige errichtet. Diese sollten einen leichteren Einstieg in die auf den beiden durch Gensingen-Horrweiler führenden Bahnstrecken verkehrenden Triebwagen vom Typ Alstom Coradia LINT 41/54 von DB Regio und Vlexx ermöglichen. Außerdem sollte damit Baufreiheit bei der Sanierung der Bahnsteige hergestellt werden. Die historischen Bahnsteige sind im Wesentlichen unverändert erhalten, wurden aber auf 55 cm erhöht. Die Bahnsteigdächer mit ihren Stützen, das Mosaikpflaster, Fliesen und Treppenstufen wurden saniert. Die Kosten beliefen sich auf 6 Mio. Euro. Ein barrierefreier Zugang zu den Bahnsteigen ist vom Bahnübergang der Bahnhofstraße aus möglich. Im Oktober 2018 wurde der sanierte Bahnhof dem Verkehr übergeben. Der Zugang zum Mittelbahnsteig führt weiterhin durch einen Bahnsteigtunnel.

## Anlagen

### Empfangsgebäude

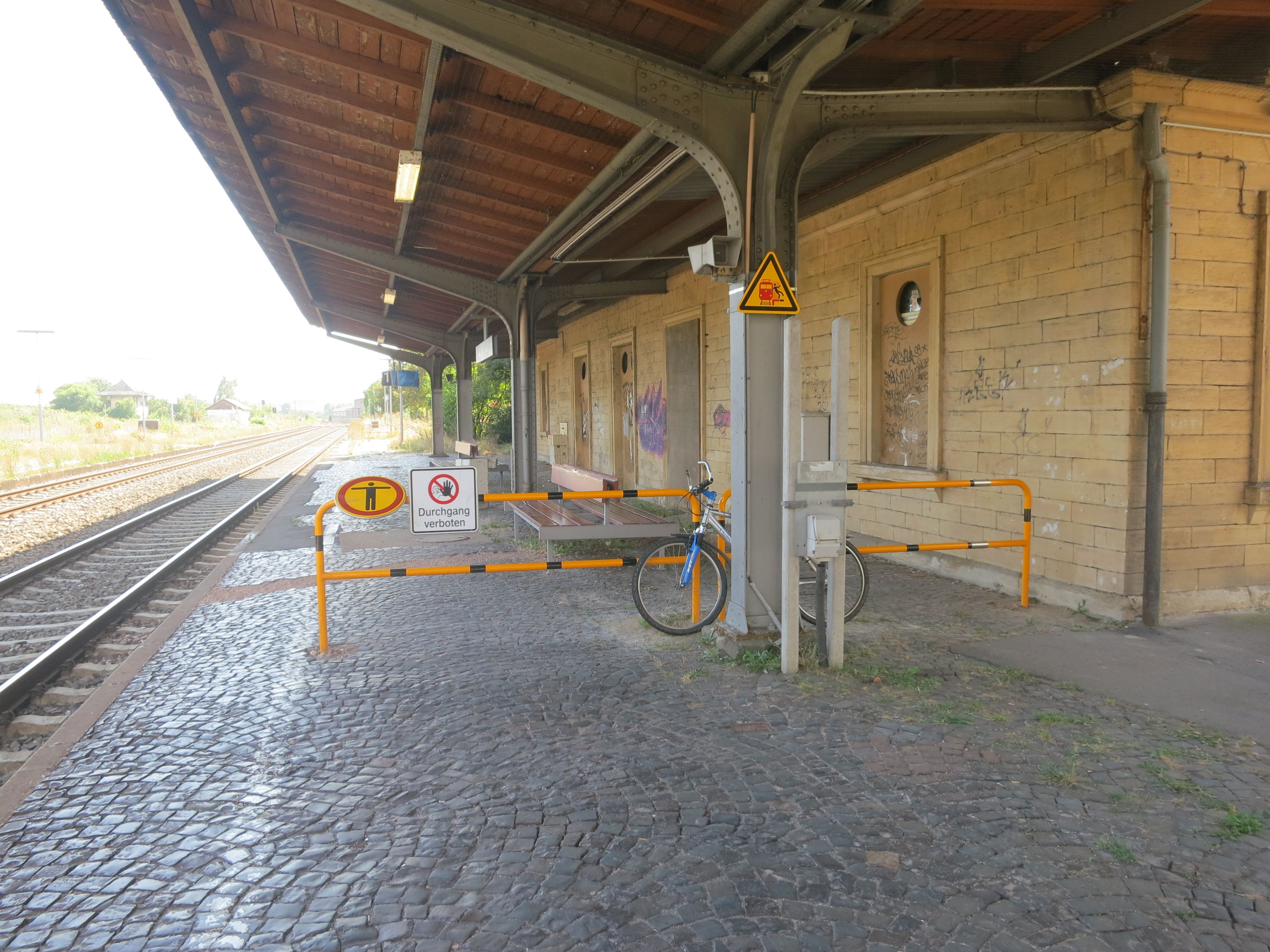
Hausbahnsteig am Empfangsgebäude vor der Erneuerung

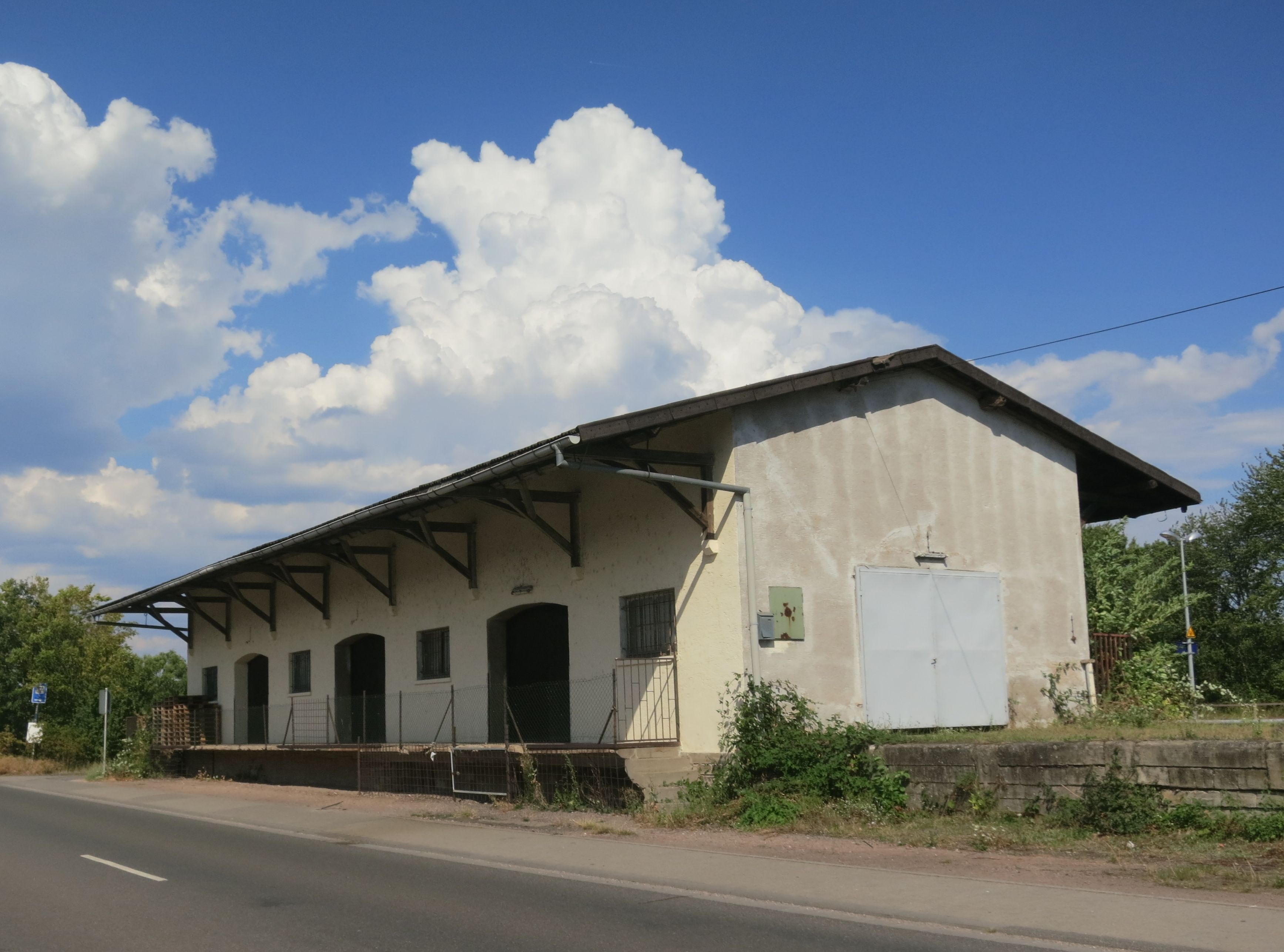
Güterschuppen

Das Empfangsgebäude des Bahnhofs Gensingen-Horrweiler ist ein dreiteiliger, klassizierender Sandsteinquader-Typenbau, dessen zweistöckiger Mittelteil mit Inbetriebnahme des Bahnhofs errichtet wurde. Die beiden eingeschossigen Flügel wurden später angesetzt. Heute dient das Gebäude nicht mehr dem Bahnbetrieb und wurde von der Bahn verkauft.

### Weitere Anlagen
Der Bahnsteigtunnel verbindet den Hausbahnsteig mit dem Inselbahnsteig, das anschließende Teilstück auf den ehemaligen zweiten Mittelbahnsteig ist versperrt. Nördlich des Empfangsgebäudes steht der Güterschuppen, der ebenfalls nicht mehr der Bahn gehört.

### Denkmalschutz
Der Bahnhof ist als Denkmalzone ein Kulturdenkmal aufgrund des rheinland-pfälzischen Denkmalschutzgesetzes. Die Denkmalzone beinhaltet das Empfangsgebäude, die Bahnsteige einschließlich ihrer Überdachungen sowie die Unterführung mit ihren Jugendstil-Geländern aus der Zeit um 1910.

## Betrieb
Entlang der Bahnstrecke Gau Algesheim–Bad Kreuznach verkehren zwei Linien des Schienenpersonennahverkehrs jeweils im Stundentakt. Entlang der Rheinhessenbahn verkehrt lediglich die Regionalbahnlinie RB 35. Alle drei Linien sind in den Rheinland-Pfalz-Takt eingebunden.
Die Regional-Express-Linie RE 3 hält nur teilweise in Gensingen-Horrweiler, die Regionalbahnlinien RB 33 (Nahetalbahn) sowie RB 35 (Rheinhessenbahn) halten jeweils stündlich hier.
| Linie                    | Linienname      | Zuglauf | Takt          |
| RE 3                     | Nahe-Express    | (Frankfurt (Main) –) Mainz – Ingelheim – Gensingen-Horrweiler – Bad Kreuznach – Kirn – Idar-Oberstein – Türkismühle – Saarbrücken | einzelne Züge |
| RE 15                    |                 | Mainz – Ingelheim – Gensingen-Horrweiler – Bad Kreuznach – Kaiserslautern                                                         | 2 mal täglich |
| RB 33                    | Nahetalbahn     | Mainz – Ingelheim – Gau Algesheim – Gensingen-Horrweiler – Bad Kreuznach – Kirn – Idar-Oberstein                                  | stündlich     |
| RB 35                    | Rheinhessenbahn | Worms – Monsheim – Alzey – Armsheim – Gau-Bickelheim – Gensingen-Horrweiler – Bingen (Rhein) Stadt                                | stündlich     |
| Stand: 10. Dezember 2023 |                 | |               |